# Лукинское (Кировский район)
Луки́нское — деревня в Назиевском городском поселении Кировского района Ленинградской области.

## История
Село Лукинское упоминается на карте Ингерманландии А. Ростовцева 1727 года.
На карте Санкт-Петербургской губернии Я. Ф. Шмидта 1770 года оно обозначено как деревня Лукинское.
Как село Лукинское вновь отмечено на карте Санкт-Петербургской губернии 1792 года А. М. Вильбрехта.
На карте Санкт-Петербургской губернии Ф. Ф. Шуберта 1834 года Лукинское также обозначено как село.

ЛУКИНСКОЕ — село принадлежит статской советнице Наталье Арцыбашевой, число жителей по ревизии: 7 м. п., 10 ж. п.

Наследникам поручика Арцыбашева, число жителей по ревизии: 4 м. п., 4 ж. п.

В оном церковь деревянная во имя Успения Пресвятой Богородицы (1838 год)

На карте профессора С. С. Куторги 1852 года, отмечено село Лукинское.

ЛУКИНСКОЕ — село госпожи Пихачевой, строение только церковнослужителей, по почтовому тракту и просёлочной дороге, число дворов — 0, число душ — 1 м. п. (1856 год)

Число жителей деревни по X-ой ревизии 1857 года: 3 м. п., 7 ж. п..

ЛУКИНСКОЕ — село владельческое при колодцах, число дворов — 1, число жителей: 3 м. п., 10 ж. п.; Церковь православная. (1862 год)

Согласно подворной переписи 1882 года в деревне проживали 4 семьи, число жителей: 9 м. п., 12 ж. п.; разряд крестьян — временнообязанные.
Сборник Центрального статистического комитета описывал деревню так:

ЛУКИНСКОЕ (ЛУКОНСКОЕ) — село бывшее владельческое, дворов — 3, жителей — 14. Церковь православная. (1885 год)

В конце XIX века село Лукинское административно относилось к Лукинской волости с центром в деревне Мучихино, в начале XX века — к Путиловской волости 1-го стана Шлиссельбургского уезда Санкт-Петербургской губернии.
Согласно военно-топографической карте Петроградской и Новгородской губерний издания 1921 года село называлось Луканское.
Согласно данным переписи населения СССР 1926 года в селе Лукинское Мучихинского сельсовета Путиловской волости Ленинградского уезда проживали 70 человек — все русские.
По данным 1933 года деревня Лукинское входила в состав Васильковского сельсовета Мгинского района.

План деревни Лукинское. 1941 год

Согласно топографической карте РККА 1941 года деревня насчитывала 12 дворов. В южной части деревни находилась церковь.
По данным 1966 и 1973 годов деревня Лукинское находилась в подчинении Путиловского сельсовета Волховского района.
По данным 1990 года деревня Лукинское входила в состав Назиевского поссовета Кировского района.
В 1997 году в деревне Лукинское Назиевского поссовета проживали 3 человека, в 2002 году — также 3 человека (все русские).
В 2007 году в деревне Лукинское Назиевского ГП — также 3.

## География
Деревня расположена в северо-восточной части района на автодороге 41К-239 (Войпала — Горная Шальдиха).
Расстояние до административного центра поселения — 7 км.
Расстояние до ближайшей железнодорожной станции Жихарево — 7 км.

## Демография
| 1862 | 2007 | 2010 | 2017 |
| ---- | ---- | ---- | ---- |
| 13   | ↘3   | →3   | ↘2   |

## Достопримечательности
Каменная пятиглавая церковь в русском стиле, построена помещицей М. Т. Арцебашевой, вместо старой, пришедшей в ветхость по проекту архитектора Г. И. Карпова. В советское время закрыта. Ныне передана верующим, восстанавливается.